# جيم نوريس
جيم نوريس (بالإنجليزية: Jim Norris)‏ هو لاعب كرة قاعدة أمريكي، ولد في 20 ديسمبر 1948 في بروكلين في الولايات المتحدة.